# Грінвей (Арканзас)
Грінвей (англ. Greenway) — місто (англ. city) в США, в окрузі Клей штату Арканзас. Населення — 174 особи (2020).

## Географія
Грінвей розташований за координатами 36°20′28″ пн. ш. 90°13′20″ зх. д. / 36.34111° пн. ш. 90.22222° зх. д. (36.340975, -90.222183).  За даними Бюро перепису населення США в 2010 році місто мало площу 0,50 км², уся площа — суходіл. В 2017 році площа становила 0,67 км², уся площа — суходіл.

## Демографія
Згідно з переписом 2010 року, у місті мешкало 209 осіб у 89 домогосподарствах у складі 55 родин. Густота населення становила 415 осіб/км².  Було 110 помешкань (218/км²). 
Расовий склад населення:
| - 97,1 % — білих |

До двох чи більше рас належало 2,9 %. Іспаномовні складали 0,5 % від усіх жителів.
За віковим діапазоном населення розподілялося таким чином: 19,6 % — особи молодші 18 років, 60,3 % — особи у віці 18—64 років, 20,1 % — особи у віці 65 років та старші. Медіана віку мешканця становила 41,8 року. На 100 осіб жіночої статі у місті припадало 95,3 чоловіків;  на 100 жінок у віці від 18 років та старших — 102,4 чоловіків також старших 18 років.
Середній дохід на одне домашнє господарство  становив 44 104 долари США (медіана — 40 417), а середній дохід на одну сім'ю — 48 131 долар (медіана — 46 250). За межею бідності перебувало 15,4 % осіб, у тому числі 10,7 % дітей у віці до 18 років та 9,1 % осіб у віці 65 років та старших.
Цивільне працевлаштоване населення становило 61 осіб. Основні галузі зайнятості: виробництво — 44,3 %, освіта, охорона здоров'я та соціальна допомога — 24,6 %, транспорт — 9,8 %, науковці, спеціалісти, менеджери — 4,9 %.